# Serrat dels Tudons (L'Esquirol)
El Serrat dels Tudons és una serra situada entre els municipis de l'Esquirol i de Sant Pere de Torelló a la comarca d'Osona, amb una elevació màxima de 958 metres.